# Fleetwood Mac (альбом)
Fleetwood Mac  (також відомий як «Peter Green's Fleetwood Mac») — дебютний студійний альбом британського гурту Fleetwood Mac, представлений 24 лютого 1968 року. Платівка складається як із каверів на відомі блюзові пісні, так із оригінальних творів, написаних гітаристом Пітером Ґріном та Джеремі Спенсером. Це єдиний альбом гурту, над яким не працювала Крістін МакВі.
Реліз цієї платівки швидко приніс гурту популярність: у Великій Британії альбом досяг 4-ї позиції у національному чарті, де залишався протягом 37-ми тижнів (навіть не зважаючи на відсутність хіт-синглу). У США реліз ледь пробрався у чарт, досягнувши 198-ї позиції. Незважаючи на те, що загалом було продано понад мільйон копій платівки у Великій Британії, альбом ніколи не отримував жодних сертифікацій. Станом на червень 2015 року у США було продано понад 150 тис. копій.

## Список пісень
| Сторона 1 | Сторона 1                     | Сторона 1       | Сторона 1  |
| #         | Назва                         | Автор           | Тривалість |
| --------- | ----------------------------- | --------------- | ---------- |
| 1.        | «My Heart Beat Like a Hammer» | Джеремі Спенсер | 2:55       |
| 2.        | «Merry Go Round»              | Пітер Ґрін      | 4:05       |
| 3.        | «Long Grey Mare»              | Ґрін            | 2:15       |
| 4.        | «Hellhound on My Trail»       | Роберт Джонсон  | 2:00       |
| 5.        | «Shake Your Moneymaker»       | Елмор Джеймс    | 2:55       |
| 6.        | «Looking for Somebody»        | Ґрін            | 2:50       |

| Сторона 2 | Сторона 2                   | Сторона 2              | Сторона 2  |
| #         | Назва                       | Автор                  | Тривалість |
| --------- | --------------------------- | ---------------------- | ---------- |
| 1.        | «No Place to Go»            | Честер Бернетт         | 3:20       |
| 2.        | «My Baby's Good to Me»      | Спенсер                | 2:50       |
| 3.        | «I Loved Another Woman»     | Ґрін                   | 2:55       |
| 4.        | «Cold Black Night»          | Спенсер                | 3:15       |
| 5.        | «The World Keep On Turning» | Ґрін                   | 2:30       |
| 6.        | «Got to Move»               | Джеймс, Маршалл Сегорн | 3:20       |

| Перевидання 1999 року | Перевидання 1999 року                            | Перевидання 1999 року | Перевидання 1999 року |
| #                     | Назва                                            | Автор                 | Тривалість            |
| --------------------- | ------------------------------------------------ | --------------------- | --------------------- |
| 1.                    | «My Heart Beat Like a Hammer»                    | Спенсер               | 3:31                  |
| 2.                    | «Merry Go Round»                                 | Ґрін                  | 4:19                  |
| 3.                    | «Long Grey Mare»                                 | Ґрін                  | 2:12                  |
| 4.                    | «Hellhound on My Trail»                          | Джонсон               | 2:04                  |
| 5.                    | «Shake Your Moneymaker»                          | Джеймс                | 3:11                  |
| 6.                    | «Looking for Somebody»                           | Ґрін                  | 2:49                  |
| 7.                    | «No Place to Go»                                 | Burnett               | 3:20                  |
| 8.                    | «My Baby's Good to Me»                           | Спенсер               | 2:49                  |
| 9.                    | «I Loved Another Woman»                          | Ґрін                  | 2:54                  |
| 10.                   | «Cold Black Night»                               | Спенсер               | 3:15                  |
| 11.                   | «The World Keep On Turning»                      | Ґрін                  | 2:27                  |
| 12.                   | «Got to Move»                                    | Джеймс, Сегорн        | 3:18                  |
| 13.                   | «My Heart Beat Like a Hammer»                    | Спенсер               | 3:43                  |
| 14.                   | «Merry Go Round»                                 | Ґрін                  | 0:54                  |
| 15.                   | «I Loved Another Woman»                          | Ґрін                  | 6:08                  |
| 16.                   | «I Loved Another Woman»                          | Ґрін                  | 5:08                  |
| 17.                   | «Cold Black Night»                               | Спенсер               | 5:28                  |
| 18.                   | «You're So Evil»                                 | Спенсер               | 3:05                  |
| 19.                   | «I'm Coming Home to Stay» (додаткова композиція) | Спенсер               | 2:27                  |

## Чарти
| Чарт (1967/68)   | Позиція |
| ---------------- | ------- |
| UK Albums Chart  | 4       |
| US Billboard 200 | 198     |

## Учасники запису
Fleetwood Mac
- Пітер Ґрін — вокал, гітара, гармоніка
- Джеремі Спенсер — вокал, слайд-гітара, клавішні
- Джон МакВі — бас-гітара у всіх піснях крім «Long Grey Mare», «Hellhound on My Trail» та «The World Keep On Turning»
- Мік Флітвуд — ударні
- Боб Брюннінг  — бас-гітара у пісні «Long Grey Mare»